# Montes Ibleos
Los montes Ibleos (en italiano, Monti Iblei) son una cadena de colinas localizada en la parte sudeste de Sicilia, comprendida entre las provincias de Ragusa, Siracusa y Catania. El Monte Lauro es la cima más alta, con una altura de 986 m s. n. m. Otras cimas de la cadena son Monte Casale (910 m) y Monte Arcibessi (906 m).

## Geología
La cadena está compuesta por roca caliza blanca, caracterizada por topografía cárstica. El nombre procede del rey sículo Iblón, quien dio una porción de su territorio a colonizadores griegos para que construyeran la polis (ciudad) de Megara Hyblaea. Los ríos erosionaron la meseta, formando numerosos y profundos cañones. En la zona costera también hay arenisca, llamada aquí giuggiulena. En algunas zonas, como la del Monte Lauro (en el pasado parte de un complejo volcánico sumergido), las rocas volcánicas también esán presentes.

## Paisaje

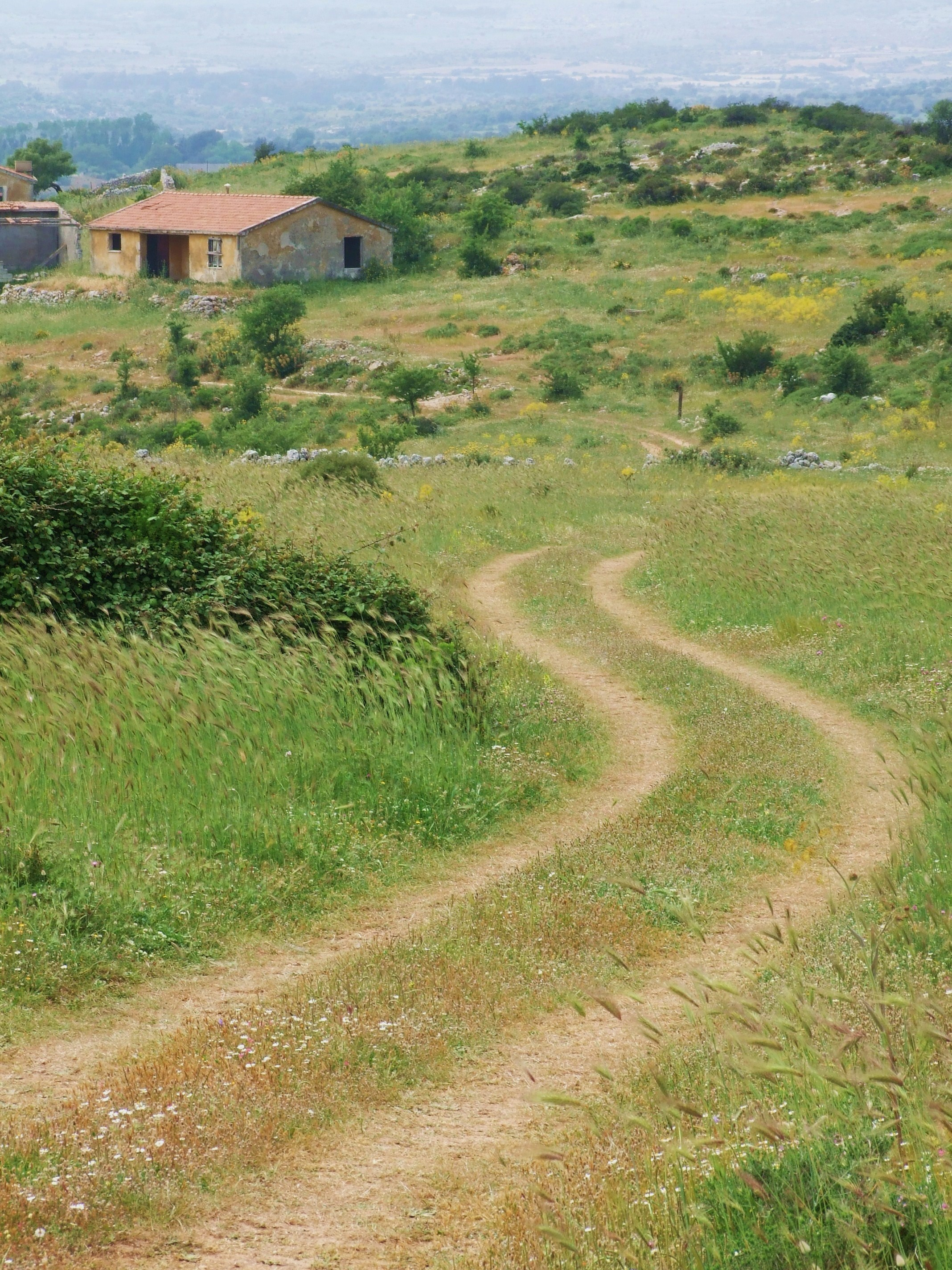
Paisaje típico de Iblea en las colinas de Noto.

Los montes Ibleos se caracterizan por suaves laderas, interrumpidas por profundos valles. En la zona central hay numerosos bosques que están entremezcladas con los típicos muros de piedra seca del sudeste de Sicilia. La costa más poblada, en lugar de ello, tiene colinas con terrazas, con vegetación mediterránea, alternando con una meseta con cultivos de olivo, vid, cítricos y almendros. Otros cultivos incluyen cereal y maíz.

## Lugares de interés
La principal atracción de la zona incluye las ciudades barrocas de Ragusa, Modica y Palazzolo Acreide y la Necrópolis de Pantalica y Cava Ispica.

## Picos
Los más altos
- Monte Lauro 986 m
- Monte Casale 910 m
- Monte Arcibessi 907 m
- Serra Brugio 870 m

Menores
- Monte Raci 610 m
- Monte Racello 530 m
- Monti Climiti 410 m

## Ríos
La cordillera es recorrida por varios ríos, que desembocan en el Mediterráneo o en el Jónico.
| Río       | Longitud | Provincia         |
| --------- | -------- | ----------------- |
| Anapo     | 59 km    | Siracusa          |
| Irminio   | 55 km    | Ragusa            |
| Dirillo   | 54 km    | Ragusa - Catania  |
| Heloro    | 45 km    | Ragusa - Siracusa |
| Cassibile | 30 km    | Siracusa          |

| Río       | Longitud | Provincia         |
| --------- | -------- | ----------------- |
| Ippari    | 28 km    | Ragusa            |
| Asinaro   | 22 km    | Siracusa          |
| Modica    | 22 km    | Ragusa            |
| Tellesimo | 14 km    | Ragusa - Siracusa |
| Ciane     | 08 km    | Siracusa          |